# Ginnastica ai Giochi della V Olimpiade - Concorso svedese a squadre
La competizione del concorso svedese a squadre di Ginnastica artistica dei Giochi della V Olimpiade si tenne il giorno 8 luglio 1912 allo Stadio Olimpico di Stoccolma.

## Formato
Le squadre erano composte da 16-40 ginnasti che eseguivano gli esercizi simultaneamente. Il limite di tempo era di 1 ora, comprese le marce di ingresso e di uscita. Cinque giudici assegnavano un punteggio valutando le prove sugli esercizi del sistema svedese.

## Classifica finale
| Pos.    | Nazione   | Ginnasti | Totale |
| ------- | --------- | --- | ------ |
| Oro     | Svezia    | Per Bertilsson, Carl Ehrenfried Carlberg, Nils Granfelt, Curt Hartzell, Oswald Holmberg, Anders Hylander, Axel Janse, Boo Kullberg, Sven Landberg, Per Nilsson, Benkt Norelius, Axel Norling, Daniel Norling, Sven Rosén, Nils Silfverskiöld, Carl Silfverstrand, John Sörenson, Yngve Stiernspetz, Karl-Erik Svensson, Karl-Johan Svensson, Knut Torell, Edward Wennerholm, Claës-Axel Wersäll, David Wiman                                                                                         | 937.46 |
| Argento | Danimarca | Peter Villemoes Andersen, Søren Peter Christensen, Ingvald Eriksen, George Falcke, Torkild Garp, Hans Trier Hansen, Johannes Hansen, Rasmus Hansen, Jens Kristian Jensen, Alfred Jensen, Valdemar Bøggild, Karl Kirk, Jens Kirkegaard, Olaf Kjems, Carl Otto Laurits Larsen, Jens Peter Martinus Laursen, Marius Lefèvre, Poul Mark, Einar Olsen, Hans Pedersen, Hans Eiler Pedersen, Olaf Pedersen, Peder Pedersen, Jørgen Ravn, Aksel Sørensen, Søren Thorborg, Kristen Vadgaard, Johannes Vinther | 898.84 |
| Bronzo  | Norvegia  | Arthur Amundsen, Jørgen Andersen, Trygve Bøyesen, Georg Brustad, Conrad Christensen, Oscar Engelstad, Marius Eriksen, Aksel Hansen, Peter Hol, Eugen Ingebretsen, Olaf Ingebrigtsen, Olaf Jacobsen, Erling Jensen, Thor Jensen, Frithjof Olsen, Oscar Olstad, Edvin Paulsen, Carl Alfred Pedersen, Paul Pedersen, Realf Robach, Sigurd Smebye, Torleif Torkildsen | 857.21 |